# Constantin Boden
Constantin Boden (* 1924; † 15. April 2006 in Trier) war ein deutscher Landrat.

## Leben und Herkunft
Über die Herkunft und Bildung von Constantin Boden ist nichts bekannt. Von 1959 bis 1963 war er Landrat des Landkreises Prüm, wo er u. a. im Jahr 1959 den Historiker Franz Josef Faas mit der Aufgabe betraute, das „Jahrbuch des Kreises Prüm“ herauszugeben. Von 1964 bis 1970 war er Landrat des Landkreises Mayen, nachdem die Stelle dort 10 Monate lang nicht besetzt war. In seiner Amtszeit trieb Boden, der zugleich der letzte Landrat des Kreises Mayen vor der Auflösung am 7. November 1970 war, den Schul- und Straßenbau voran. In Mayen erfolgte der Neubau der Landwirtschaftsschule und der Realschule, in Andernach der Neubau des Mädchengymnasiums und die Planung des Neubaus der Berufsschule, sowie die Erweiterung des Landratsamtes, der Berufsschule und des Gymnasiums in Mayen. Für seine Verdienste als Landrat wurde er 1971 nach einstimmigem Mayener Stadtratsbeschluss durch Bürgermeister Elmar Vogels mit der Goldenen Verdienstplakette der Stadt Mayen ausgezeichnet.
Boden war Mitglied der katholischen Studentenverbindungen KDStV Bavaria Bonn (seit 1947), KDStV Burgundia München und KDStV Churtrier Trier.